# Saint-Martin-au-Laërt

Saint-Martin-au-Laërt este o comună în departamentul Pas-de-Calais, Franța. În 1 ianuarie 2018 avea o populație de 4.077 de locuitori.